# 萊姆里克 (伊利諾伊州)
萊姆里克（英語：Limerick）是位於美國伊利諾伊州比羅縣的一個非建制地區。該地的面積和人口皆未知。

## 地理
萊姆里克的座標為41°29′41″N 89°28′01″W / 41.49472°N 89.46694°W，而該地的平均海拔高度為223米（即732英尺）。